# Polissoir du Sauvageon
Le polissoir du Sauvageon est un des polissoirs découverts en forêt domaniale de Lancy, dans la région française de Bourgogne-Franche-Comté, classé comme monument historique.

## Localisation
La forêt domaniale de Lancy est au nord du département de l'Yonne. Le polissoir se situe dans la partie de cette forêt s'étendant sur le territoire de la commune de Courgenay.

## Historique
L'édifice est classé au titre des monuments historiques en 1922.